# Чупу Стенлі Матабата
Чупу Стенлі Матабата (англ. Chupu Stan Mathabatha) (21 січня 1957) — південноафриканський політик, державний діяч та дипломат. Надзвичайний і Повноважний Посол ПАР в Україні, у Вірменії, Грузії та Молдові за сумісництвом.

## Біографія
Народився 21 січня 1957 року в містечку Мотетема (район Секхукхуне в Північному Трансваалі). 
Отримав ступінь бакалавра в Університеті Західної Капської провінції і ступінь магістра з досліджень в галузі розвитку від Вищої школи лідерства при Університету провінції Лімпопо. Пройшов підготовку за програмою Executive Management Development у Гарвардському університеті.

## Політична діяльність
З юних років присвятив себе боротьбі проти апартеїду, у двадцятирічному віці після повстання молоді 1976 року приєднався до народної армії ”Умконто ве сізве” (Спис нації). Серед його товаришів по боротьбі були такі яскраві особистості як Тхабанг Макветла (міністр оборони ПАР з 2009 року), Патрік Кома, Моше Нтулі, Ліонель Селоане (який згодом став мером міста Великий Гроблерсдал в провінції Лімпопо), Денні Мсіза, Соллі Матшумане та багато інших.
Під час буремних 1980-х років Стенлі Матабата мав досить високе становище в тодішньому Об'єднаному демократичному фронті завдяки його лідерству в Молодіжному конгресі Мотетема (MOYCO) і Молодіжному конгресі Північного Трансвааля (NOTYCO).
У цей період він боровся разом з такими видними діячами як Пітер Мокаба, Норман Машабане, Луї Мгуні, Франс Мохлала, Джеррі Ндоу, Еллек Нчабеленг та багато інших.
Після зняття заборони АНК та інших політичних організацій він увійшов до ядра, навколо якого була реорганізована АНК на рівні провінції. В 1992 році він став казначеєм АНК в тодішній провінції Північний Трансвааль. З тих пір він працював на різних посадах в АНК і в органах Південно-Африканської комуністичної партії, яка була партнером АНК по альянсу.
Після демократичного прориву 1994 року відіграє ключову роль у формуванні тодішньої адміністрації провінції. Під час цього перехідного періоду він довів свою спроможність як успішного адміністратора. С. Матабата працював у менеджменті «LimDev» (підприємство економічного розвитку провінції Лімпопо), потім у Департаменті фінансів та економічного розвитку, а також як технічний радник уряду провінції (MEC) з фінансів та економічного розвитку.
У 2005–2010 роках був виконавчим директором LimDev. 
18 липня 2013 в день народження Нельсона Мандели, його було обрано прем'єром провінції Лімпопо.

## Дипломатична діяльність
У 2012 році Стенлі Матабата призначений Надзвичайним і Повноважним Послом ПАР в Києві.
02.07.2012 — вручив вірчі грамоти Президенту України Віктору Януковичу.
11.09.2012 — вручив вірчі грамоти Президенту Вірменії Сержу Саргсяну.
01.03.2013 — вручив вірчі грамоти заступнику міністра закордонних справ Грузії Давиду Джалаганія.